# Cosroes IV de Persia

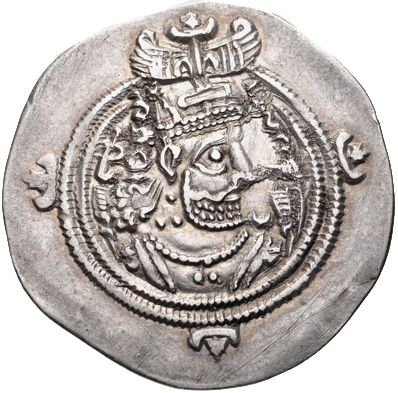
Moneda con la efigie de Cosroes IV.

Cosroes IV (Khosrau IV, floruit 630-636) fue un aspirante al trono del Imperio Sasánida que gobernó Susa y sus alrededores entre 630 y 636 aproximadamente.

## Biografía
Bisnieto de Cosroes I, este príncipe es el hijo de un noble llamado Mâh-Adhur Gushnasp, marido de la princesa Kahardûkht, la hija del príncipe Yazdandah, un hijo menor de Cosroes I; por tanto, también es hermano de Peroz II. 
En los años posteriores a la muerte de Cosroes II (628) condiciones caóticas prevalecieron en el Imperio Sasánida antes de Yazdegerd III. La situación pudo estabilizarse nuevamente: ningún gobernante podía durar más de unos pocos meses. Dos mujeres, hijas de Cosroes II, ascendieron al trono por un corto tiempo y algunos gobernantes gobernaron paralelamente en diferentes partes del imperio. 
No se sabe mucho de la mayoría de los reyes (y reinas) del período aparte de sus nombres. Cosroes IV, de cuyo reinado se han conservado monedas, puede haber gobernado durante algún tiempo en paralelo con Ormuz V.
Poco se sabe sobre su gobierno, parece haber gobernado durante una época de agitación y caos en todo el Imperio Sasánida. El siglo VII es el siglo en el que Irán se sumergió en su "edad oscura" y desapareció bajo la conquista musulmana de Persia.